# Яр Еховщина
Яр Еховщина — балка (річка) в Україні у Краснопільському районі Сумської області. Права притока річки Рибиці (басейн Дніпра).

## Опис
Довжина балки приблизно 9,02 км, найкоротша відстань між витоком і гирлом — 8,44  км, коефіцієнт звивистості річки — 1,07 . Формується декількома струмками та загатами. На деяких ділянках балка пересихає.

## Розташування
Бере початок на північній стороні від селища Угроїди. Тече переважно на північний захід через село Осоївку і впадає у річку Рибицю, ліву притоку річки Псла.

## Цікаві факти
- У селі Осоївка балку перетинає автошлях Т 1901[3] (автомобільний шлях територіального значення у Сумській області. Пролягає територією Сумського та Краснопільського районів через Суми — Миропілля — Осоївку — Глибне. Загальна довжина — 58,5 км.).
- У XX столітті на балці існували молочно-тваринна ферма (МТФ), газгольдер та декілька газових свердловин[2].